# Yamaha XV 535 Virago
Yamaha XV 535 Virago je motocykl kategorie chopper, vyvinutý firmou Yamaha, vyráběný v letech 1987–2003. Technické parametry se v průběhu výroby mírně měnily. Konkurenci představují Honda VT 600C Shadow a částečně Kawasaki EN 500 s řadovým dvouválcem a jednoválec Suzuki LS 650 Savage. Nástupcem je model Yamaha XVS 650 DragStar.

## Další modely
Řadu chopperů Virago tvoří modely s obsahem 125, 250, 535, 750 a Yamaha XV 1100 Virago ccm. Pro některé trhy se vyrábělo Virago i s modifikovanými obsahy 400, 500 (pouze pro Rakousko), 700 nebo 1000 cm³.

## Technické parametry
- Rám: dvojitý ocelový
- Suchá hmotnost: 182 kg
- Pohotovostní hmotnost: 197 kg
- Maximální rychlost: 156 km/h
- Spotřeba paliva: 6 l/100 km